# Stammbuch (Freundschaftsalbum)

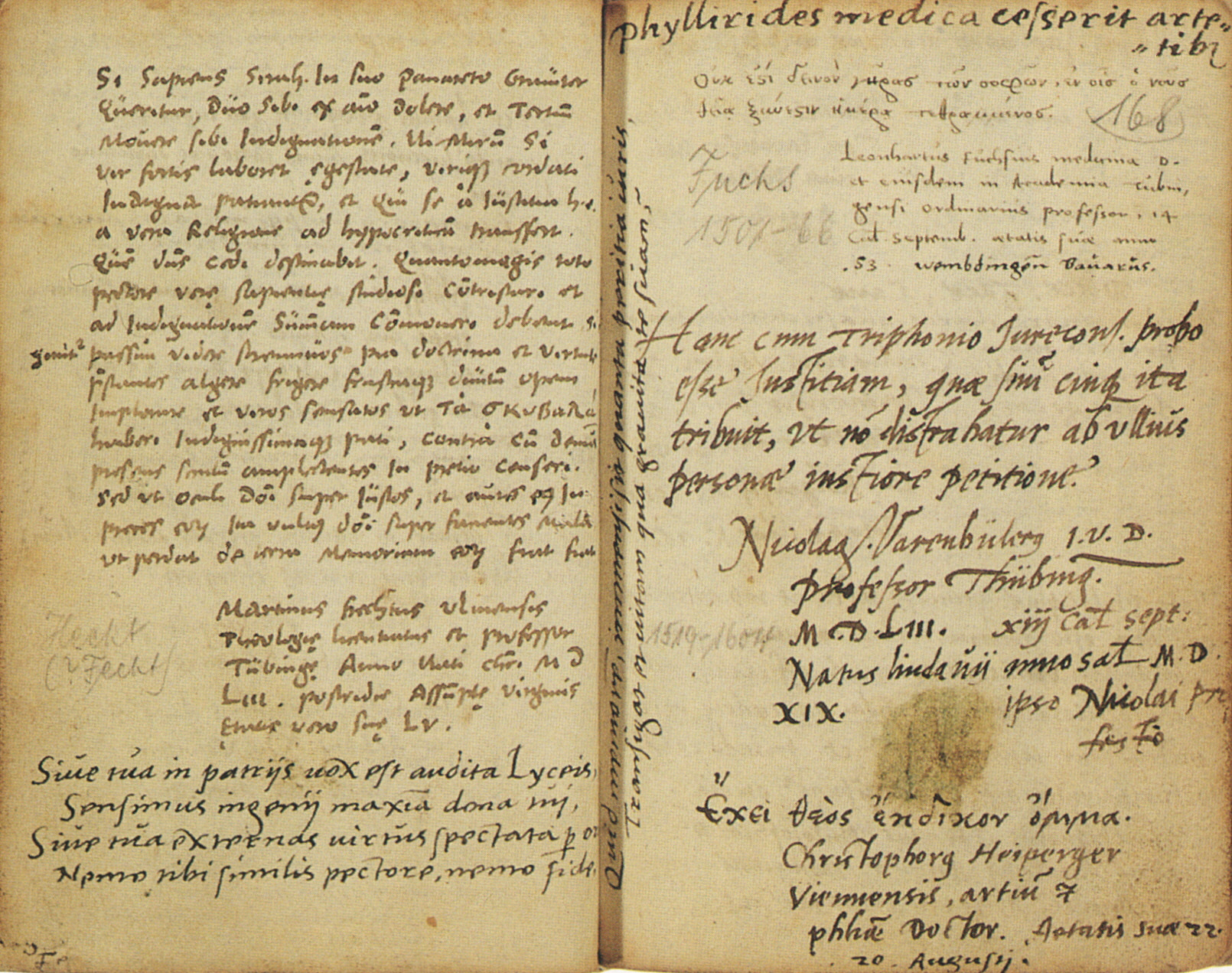
Doppelseite mit Eintragungen vom August 1553 aus dem Stammbuch des Johann Valentin Deyger

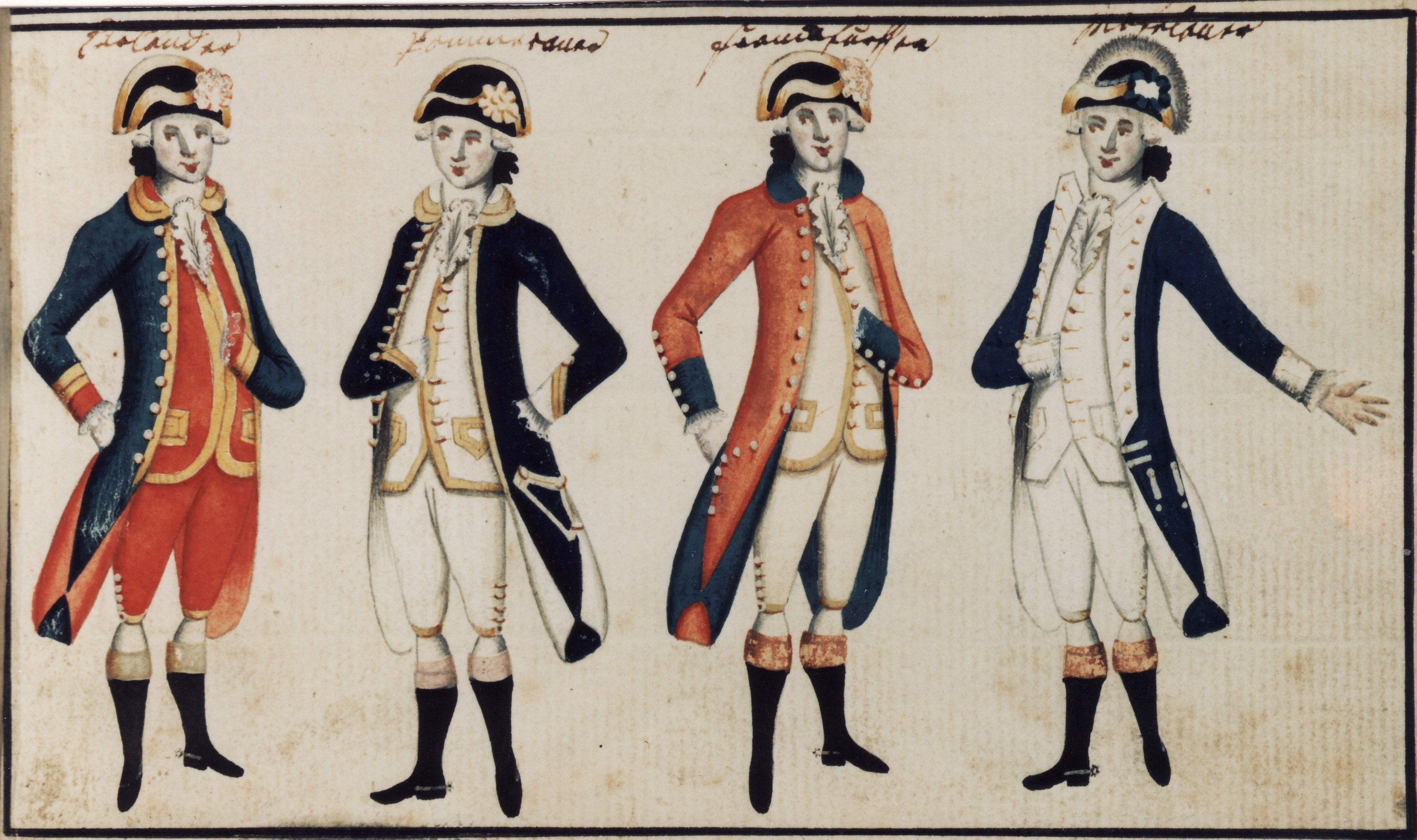
Illustration des Stammbuchs Rupstein (1773)

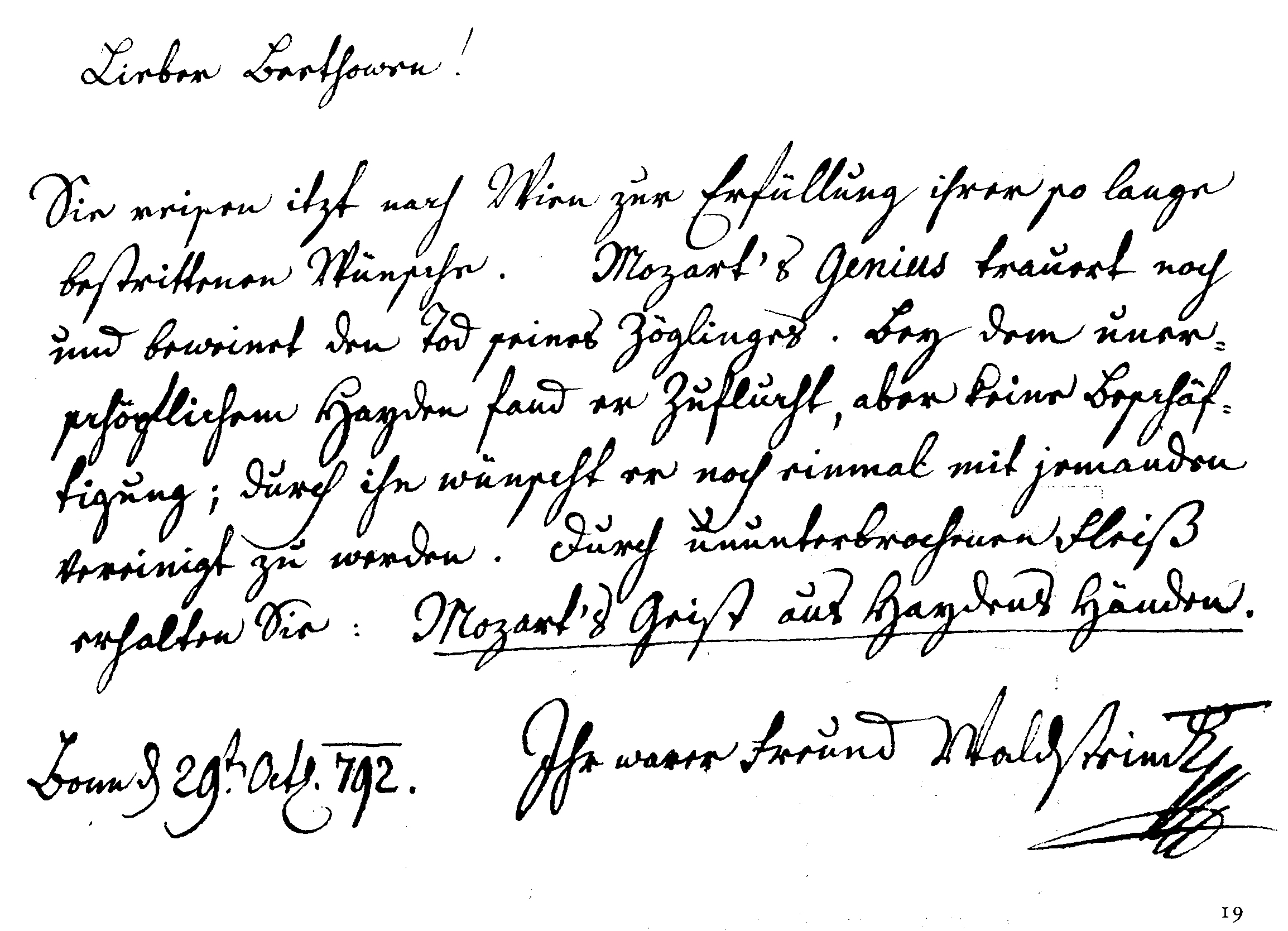
Ferdinand Ernst von Waldsteins Eintrag in Ludwig van Beethovens Stammbuch

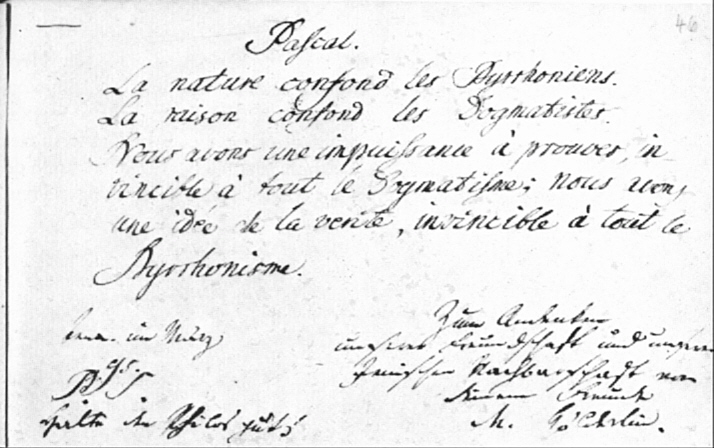
Eintrag Friedrich Hölderlins im Stammbuch des Studenten Johann Camerer, Jena, März 1795

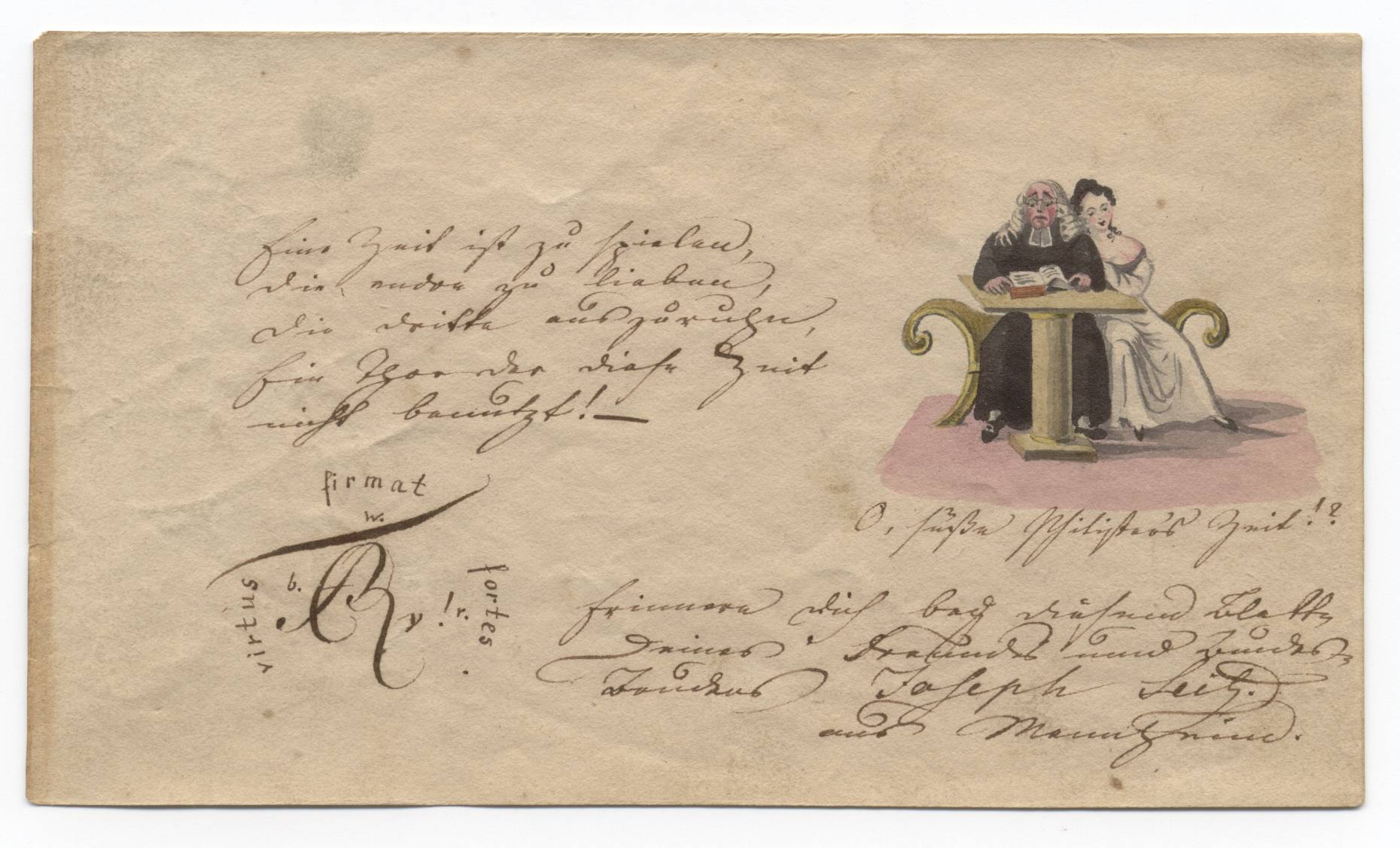
Koloriertes Stammbuchblatt Rhenania II, Heidelberg, 1822

Das Stammbuch (auch Album Amicorum) ist eine frühe Form des Poesiealbums oder Freundschaftsbuches. Es entstand während der Reformation, als es Mode wurde, Autographe berühmter Reformatoren zu sammeln. Noch im 18. Jahrhundert waren Stammbücher eher eine Mode unter Protestanten als unter Katholiken. Verbreitet waren diese Stammbücher vor allem bei Studenten, und zwar bis in die ersten Jahrzehnte des 19. Jahrhunderts. Eine musikspezifische Ausprägung, insbesondere durch das Eintragen von Notenautographen, erfuhr das Stammbuch etwa ab den 1820er Jahren in Musiker- und Künstlerkreisen.
Herausragend wegen seiner Ausstattung und den Eintragungen politisch bedeutsamer Personen ist das vom Augsburger Kaufmann Philipp Hainhofer zwischen 1596 und 1647 angelegte Große Stammbuch. Eine Besonderheit stellten die als Loseblattsammlung ab 1770 durch den in Göttingen tätigen Buchbinder und Drucker Johannes Carl Wiederhold (1743–1826) verlegten Stammbuchblätter dar.

## Zweck
In einem Stammbuch versicherten sich zwei oder mehrere Personen ihrer Freundschaft, indem sie sich gegenseitig ein Blatt in einem Album ausfüllten. Dies geschah meist zu besonderen Anlässen, etwa bei Festen oder beim Weggang vom Studienort. Diese Eintragung konnte – etwa bei einem Wiedersehen oder aus Anlass eines Festes – wiederholt werden. Auf diese Weise hatten die Besitzer der Stammbücher bis an ihr Lebensende eine Erinnerung an ihre Jugendfreunde.
Daneben diente es dem Sammeln von Autographen der Professoren (vgl. die Schülerszene in Goethes Faust) und anderer „Respektspersonen“ (Pfarrer, Adlige, Prominente), da die Eintragungen wie Empfehlungsschreiben genutzt wurden, wenn ein Student an eine neue Universität kam. Durch das Herantragen eines Albums, mit der Bitte um Eintrag an einen sozial höherstehenden Inskribenten, eröffnete sich für den Halter eine Möglichkeit, potentielle Gönner und Protektoren kennenzulernen.

## Inhalt und Bedeutung
Die Eintragung bestand zumindest aus einem handschriftlichen Gruß, meistens mit einem (wenn möglich selbstverfasstem) Gedicht oder einem anderen literarischen Text. Gedichte mit Titeln wie An * (statt des * kann auch ein (Vor)name stehen) waren meist ursprünglich für ein Stammbuch bestimmt.
In der Idealform steht neben dem Textteil, der ein Gedicht, Literaturzitat, Lied oder sonst wie geartete Sentenz wiedergibt, die Orts- und Datumsangabe, wann und wo der Eintrag getätigt wurde. Oft nennt der Inskribent auch ein als Symbolum oder Wahlspruch bezeichnetes Lebensmotto. Unerlässlich ist die Nennung des Namens des Eintragenden, die in der Regel mit Angabe der Fakultät, an welcher er studiert und der des Herkunftsortes versehen ist. Dem Namen wurde meist eine Dedikationsformel (=Widmungstext) vorgesetzt, die manchmal den Adressaten (Halter des Stammbuchs) nennt, und in der meist um ein künftiges Gedenken gebeten wird (memoriae causa scripsi… oder „bei Durchlesung dieser Zeilen gedenke…“). Diese standardisierte Form hat sich bis heute formal in den Poesiealben (primär) junger Mädchen vor der Pubertät erhalten.
Ganz besonders interessant sind Stammbücher mit eigenen, oft kolorierten Federzeichnungen der Eintragenden. Da nicht bei allen Personen die entsprechende Begabung zu erwarten war, bildete sich im 18. Jahrhundert eine eigene Industrie, die vorgefertigte Grafiken als „Stammbuchblätter“ anbot, die individuell beschriftet und dann eingeheftet wurden. Beliebte Motive waren Ansichten der Universitätsstädte oder Szenen aus dem studentischen Leben.
Die Themen der Eintragungen stammten verständlicherweise aus dem Bereich, den die Studenten gemeinsam erlebten oder der sie besonders verband. Die verschiedenen, in den betreffenden Jahrhunderten üblichen Formen der studentischen Zusammenschlüsse spiegelten sich dann auch in diesen Blättern wider. Da diese (von den Studenten selbst verwalteten) Zusammenschlüsse bis 1848 in der Regel verboten waren, stellen diese Stammbuchblätter eine wichtige historische Quelle für diesen Bereich der jeweiligen Universitätsgeschichte dar. Besonders von den Studentenorden der zweiten Hälfte des 18. Jahrhunderts ist nur sehr wenig Schriftliches überliefert. Hier stellen die Stammbuchblätter mit ihren teilweise sehr persönlichen Einträgen oft die einzige Quelle dar. Aus Geheimhaltungsgründen erfanden sie eine Vielzahl von kryptographischen Elementen, mit denen sie die Zugehörigkeit zu ihrem Orden bestätigten, ohne dass ihnen ein Außenstehender etwas nachweisen konnte.
Aus diesen kryptographischen Elementen sind die Identitätssymbole entstanden, die teilweise auch heute noch von den Verbindungen verwendet werden. So zum Beispiel der Zirkel oder – in ausgeweiteter Form – das Bundeszeichen, das bis heute praktisch in jedem Studentenwappen vorkommt.

## Neue Moden
Während der ersten Hälfte des 19. Jahrhunderts kam das Stammbuch außer Mode. Die Funktion des Freundschaftssouvenirs aus der Studentenzeit übernahmen jetzt verschiedene Couleurgegenstände, die mit Widmungen versehen und verschenkt („dediziert“) werden. Großer Beliebtheit erfreuten sich Bierkrüge mit Couleurbemalung, aber auch andere Formen von Geschirr. Der Erinnerung dienten auch bald Silhouetten der Schenkenden in Schwarzweiß-Lackmalerei mit ausgearbeiteten Couleurfarben. Nach Erfindung der Fotografie kamen die Couleurfotos in Mode, bis heute meist in Schwarzweiß, wobei die Farben von Band und Mütze oft von Hand einkoloriert wurden.
Diese Sitte des „Dedizierens“ von Couleurgeschenken ist bis heute bei Verbindungsstudenten üblich und sehr beliebt.

## Als Geschichtsquellen

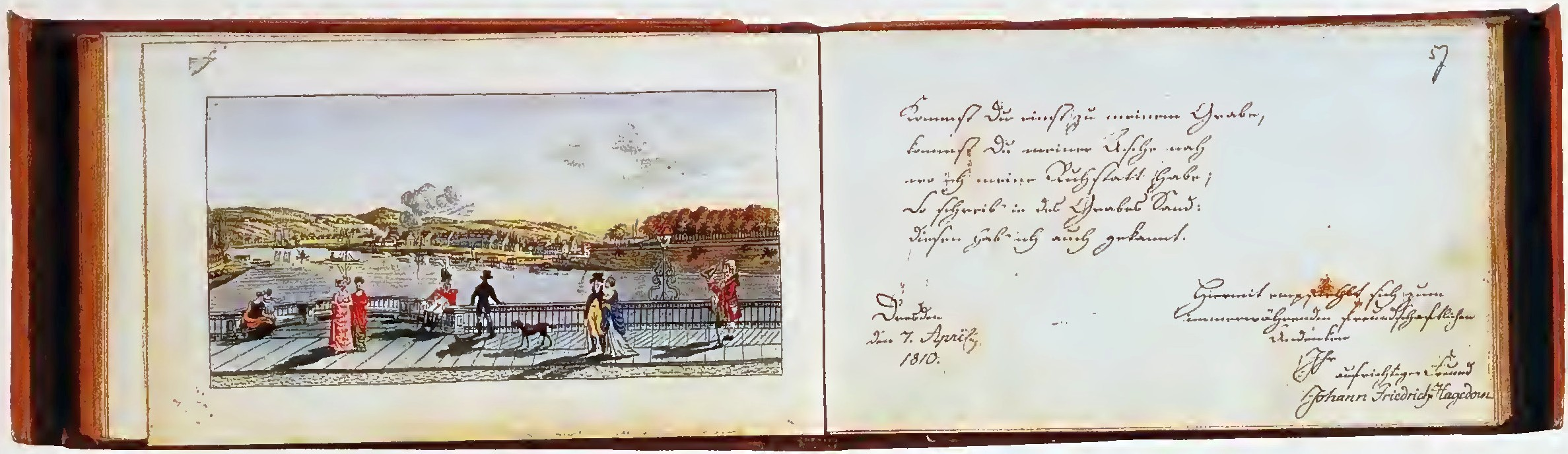
Stammbuch des Baubeamten Schwender (um 1800). Eintragungen zahlreicher Künstler und Architekten zeigen qualitätvolle Zeichnungen

Stammbücher sind für die Geschichte von Studenten und Universitäten oft eine wertvolle Quelle. Zunächst lässt sich mit ihrer Hilfe nachweisen, wer, wann und wo studierte. Außerdem trug mancher Stammbuchbesitzer weitere Lebensdaten seiner ehemaligen Freunde ein, wodurch man eine Vielzahl zumindest grober Lebensläufe von weniger bekannten Gelehrten besitzt. Daneben treten prosopografische und kultur- oder kommunikationsgeschichtlich ausgerichtete Fragestellungen in den Vordergrund. Die zitierten Dichter in den Stammbüchern geben Hinweise auf literarische Moden unter Studenten. Schließlich haben Stammbücher aus dem studentischen Umfeld oft politische Bezüge, aber auch mitunter derbe oder nicht jugendfreie Einträge.
Die in Stammbuchversen herausgestellten Tugenden sind eine wichtige Quelle für die Mentalitätsgeschichte. Dies bedeutet aber nicht, dass jede Äußerung wörtlich zu nehmen ist, sondern dass die Eintragenden ein Bild von sich vermitteln, wie sie von künftigen Lesern gesehen werden wollen. Für die Textvorlagen gab es zahlreiche Textsammlungen, die quasi für jede Gelegenheit den passenden Spruch boten.
Da Stammbücher nur in privaten Zirkeln kursierten und damit nicht der Zensur unterworfen waren, kann man dort auch recht freimütige politische Äußerungen erwarten. Deshalb sind Stammbücher eine wichtige Quelle der deutschen Jakobinerforschung. In der Tat gibt es vielfache Hinweise auf die Französische Revolution sowie Datierungen nach dem Revolutionskalender oder auch Zitate von Revolutionären. Bei Bekenntnissen zur Freiheit ist aber häufiger die studentische „libertät“ als die politische Freiheit gemeint.

## Berühmte Stammbücher

Stammbuch Richertz: Rostocker Studenten (1737)

Satzreproduktion der Dedikationsseite des Stammbuches Richertz mit den Memorabilien des Angelius Johann Daniel Aepinus

- Das Große Stammbuch, das Philipp Hainhofer zwischen 1596 und 1633 führte, gilt als das prachtvollste Stammbuch.
- Ludwig van Beethovens Stammbuch, in: Max Braubach (Hrsg.): Die Stammbücher Beethovens und der Babette Koch, Bonn 1995, ISBN 3-88188-008-9.
- Babette Kochs Stammbuch, in: Max Braubach (Hrsg.): Die Stammbücher Beethovens und der Babette Koch, Bonn 1995, ISBN 3-88188-008-9.
- Die Stammbuchblätter von Isaac Coppenhagen, in: Ingrid Bodsch: Harry Heine stud. juris in Bonn 1819/1820. Bonn 1997, ISBN 3-931878-05-8.
- Das Richertz’sche Stammbuch von 1737, Rostock; Original in der Kunstbibliothek Berlin; kommentierter Nachdruck von 1919 zur 500-Jahr-Feier der Universität Rostock, hrsg. von Gustav Kohfeldt (Digitalisat des Nachdrucks)
- Das Stammbuch Friedrich von Matthissons. Faksimile, Transkription und Kommentar zum Faksimile. Hrsg., kommentiert und mit einem Nachwort versehen von Erich Wege, Doris und Peter Walser-Wilhelm sowie Christine Holliger in Zusammenarbeit mit Bonstettiana, Archiv und Edition sowie der Anhaltischen Landesbücherei Dessau. Bd. 1–2. Göttingen 2007. ISBN 978-3-8353-0002-6.
- Werner Moritz: Jacob Grimms Stammbuch. In: Zeitschrift des Vereins für hessische Geschichte und Landeskunde 94 (1989), S. 153–168.